# Graffenrieda grandifolia
Graffenrieda grandifolia är en tvåhjärtbladig växtart som beskrevs av Henry Allan Gleason. Graffenrieda grandifolia ingår i släktet Graffenrieda och familjen Melastomataceae. IUCN kategoriserar arten globalt som starkt hotad.
Artens utbredningsområde är Colombia. Inga underarter finns listade i Catalogue of Life.